# 二甲基镉
二甲基镉是一种有机镉化合物，化学式 Cd(CH
3)
2。它是一种无色剧毒的液体，在空气中形成烟雾。它的分子结构为线形， C-Cd 键长 213 pm。 它可用于有机合成和MOCVD中。它也可以用来制备硒化镉纳米粒子，尽管因为自身的毒性而被淘汰了。
二甲基镉可以由二卤化镉和格氏试剂或甲基锂反应而成。
CdBr2  +  2 CH3MgBr  →  Cd(CH3)2  +  2 MgBr2
这种化合物首次被合成的时候就是用这个方法。
二甲基镉是一种弱路易斯酸，会和2,2'-联吡啶和醚形成加合物。